# Julija Osmak
Julija Wladyslawiwna Osmak (ukrainisch Юлія Владиславівна Осьмак, FIDE-Schreibweise Yuliia Osmak; * 6. März 1998 in Kiew) ist eine ukrainische Schachspielerin.
Im Schach hatte Julija Osmak schon sehr früh Erfolg. 2008 in Herceg Novi wurde sie bei der Jugendeuropameisterschaft in der Altersklasse U10 weiblich Zweite, 2010 in Batumi Zweite in der Altersklasse U12 weiblich. Die Jugendweltmeisterschaft konnte sie 2010 in Porto Carras in der Altersklasse U12 weiblich gewinnen. 2016 gewann sie für die ukrainische Nationalmannschaft am Spitzenbrett spielend in Celje die europäische U18-Meisterschaft der weiblichen Jugend. Die ukrainische U20-Einzelmeisterschaft der weiblichen Jugend gewann sie 2012 und 2018.
Im Jahr 2017 konnte sie in Schytomyr die ukrainische Einzelmeisterschaft der Frauen gewinnen. Bei der Meisterschaft 2019 in Luzk wurde sie punktgleich hinter der Siegerin Natalja Schukowa Zweite.
Für die ukrainische Frauennationalmannschaft spielte sie bei der Weltmeisterschaft 2017 in Chanty-Mansijsk, der Schacholympiade 2018 in Batumi, bei der die Ukraine den zweiten Platz belegte, und den Europameisterschaften 2017 in Limenas Chersonisou und 2019 in Batumi. Bei der Schacholympiade 2022 in Mamallapuram war sie mit der ukrainischen Frauennationalmannschaft Sieger des Frauenturniers.
In der georgischen Vereinsmeisterschaft gewann sie 2015 mit Samegrelo die Meisterschaft. In Spanien spielte sie 2018 und 2019 für Jaime Casa Monzon, in Polen für TS Wisła Kraków. Mit der Kiewer Schachföderation nahm sie an den European Club Cups der Frauen 2018 und 2019 teil. In Frankreich spielt sie für den Club d'Echécs de Chartres.

## Titel und Rating
Für den Gewinn der Jugendweltmeisterschaft wurde ihr 2010 der Titel FIDE-Meister der Frauen (WFM) verliehen.
Seit September 2016 trägt sie den Titel Großmeister der Frauen (WGM). Die Normen hierfür erzielte sie jeweils bei den ukrainischen Einzelmeisterschaften der Frauen 2014 in Lwiw mit Übererfüllung, bei der sie mit einem Zugewinn von 85,6 Elo-Punkten den dritten Platz belegte, und bei der Frauenmeisterschaft 2015, ebenfalls in Lwiw, sowie bei der Europameisterschaft der Frauen 2016 in Mamaia. Im August 2017 wurde ihr der Titel Internationaler Meister (IM) verliehen. Ihre WGM-Norm bei der Frauenmeisterschaft 2014 war gleichzeitig eine IM-Norm. Die weiteren IM-Normen erzielte sie in der A-Gruppe des 25. internationalen Turniers in Kavala und bei der Fraueneuropameisterschaft 2017 in Riga.
Ihre höchste Position auf der Elo-Rangliste der Frauen war der 16. Platz im August 2025. In der weiblichen Elo-Jugendrangliste der FIDE lag sie im Dezember 2014 zum ersten Mal auf dem fünften Platz.